# Hans Johner
Hans Johner est un joueur d'échecs et un problémiste suisse né le 7 janvier 1889 et mort le 2 décembre 1975. Il était le frère de Paul Johner. Douze fois champion de Suisse entre 1908 et 1950, il obtint le titre de maître international en 1950. Il remporta le tournoi de Le Pont en 1930 devant Ossip Bernstein et représenta la Suisse lors de l'olympiade d'échecs de 1927 à Londres, l'olympiade d'échecs de 1931 à Prague et à l'olympiade d'échecs de 1936 à Munich.